# Grecja na Mistrzostwach Świata w Lekkoatletyce 2017
Grecja na Mistrzostwach Świata w Lekkoatletyce 2017 – reprezentacja Grecji podczas mistrzostw świata w Londynie liczyła 21 zawodników, którzy zdobyli 1 medal.

## Zdobyte medale
| Medal | Zawodnik           | Konkurencja   | Rezultat | Data       |
| ----- | ------------------ | ------------- | -------- | ---------- |
| złoto | Katerina Stefanidi | skok o tyczce | 4,91     | 6 sierpnia |

## Skład reprezentacji
Mężczyźni
| Zawodnik                   | Konkurencja                | Eliminacje | Eliminacje | Półfinał | Półfinał | Finał    | Finał   |
| Zawodnik                   | Konkurencja                | Rezultat   | Pozycja    | Rezultat | Pozycja  | Rezultat | Pozycja |
| -------------------------- | -------------------------- | ---------- | ---------- | -------- | -------- | -------- | ------- |
| Likurgos-Stefanos Tsakonas | bieg na 200 metrów         | 20,37      | 10. Q      | 20,73    | 21.      | NQ       | NQ      |
| Konstandinos Duwalidis     | bieg na 110 m przez płotki | 13,62      | 28.        | NQ       | NQ       | NQ       | NQ      |
| Aleksandros Papamichail    | chód na 20 km              | —          | —          | —        | —        | 1:25:56  | 42.     |

| Zawodnik               | Konkurencja    | Kwalifikacje | Kwalifikacje | Finał | Finał   |
| Zawodnik               | Konkurencja    | Wynik        | Pozycja      | Wynik | Pozycja |
| ---------------------- | -------------- | ------------ | ------------ | ----- | ------- |
| Emanuil Karalis        | skok o tyczce  | 5,45         | 17.          | NQ    | NQ      |
| Konstandinos Filipidis | skok o tyczce  | DNS          | DNS          | NQ    | NQ      |
| Miltiadis Tendoglu     | skok w dal     | 7,79         | 19.          | NQ    | NQ      |
| Dimitris Tsiamis       | trójskok       | 16,06        | 28.          | NQ    | NQ      |
| Joanis Kiriazis        | rzut oszczepem | 84,60        | 6. Q         | 84,52 | 6.      |
| Michalis Anastasakis   | rzut młotem    | 70,94        | 28.          | NQ    | NQ      |

Kobiety
| Zawodniczka         | Konkurencja                | Eliminacje | Eliminacje | Półfinał | Półfinał | Finał    | Finał   |
| Zawodniczka         | Konkurencja                | Rezultat   | Pozycja    | Rezultat | Pozycja  | Rezultat | Pozycja |
| ------------------- | -------------------------- | ---------- | ---------- | -------- | -------- | -------- | ------- |
| Maria Belimbasaki   | bieg na 200 metrów         | 23,16      | 14. Q      | 23,21    | 17.      | NQ       | NQ      |
| Irini Wasiliu       | bieg na 400 metrów         | 52,61      | 23. Q      | 53,27    | 23.      | NQ       | NQ      |
| Gloria Priwiledzio  | maraton                    | —          | —          | —        | —        | 2:57:06  | 71.     |
| Urania Rembuli      | maraton                    | —          | —          | —        | —        | DNF      | DNF     |
| Elisawet Pesiridu   | bieg na 100 m przez płotki | 13,14      | 24.        | NQ       | NQ       | NQ       | NQ      |
| Antigoni Drismbioti | chód na 20 km              | —          | —          | —        | —        | 1:32:03  | 24.     |
| Despina Zapunidu    | chód na 20 km              | —          | —          | —        | —        | DNF      | DNF     |

| Zawodniczka            | Konkurencja   | Kwalifikacje | Kwalifikacje | Finał | Finał   |
| Zawodniczka            | Konkurencja   | Wynik        | Pozycja      | Wynik | Pozycja |
| ---------------------- | ------------- | ------------ | ------------ | ----- | ------- |
| Tatiana Gusin          | skok wzwyż    | 1,85         | 26.          | NQ    | NQ      |
| Katerina Stefanidi     | skok o tyczce | 4,60         | 1. Q         | 4,91  | złoto   |
| Chaido Aleksuli        | skok w dal    | 5,94         | 26.          | NQ    | NQ      |
| Paraskiewi Papachristu | trójskok      | 13,75        | 20.          | NQ    | NQ      |
| Chrisula Anagnostopulu | rzut dyskiem  | 56,91        | 22.          | NQ    | NQ      |